# Castillo de El Papiol
El Castillo de El Papiol es un castillo medieval situado en la ribera del río Llobregat. Servía para proteger dicho río y el camino a Barcelona de las incursiones del Ándalus. Su fundación  procede de la fortificación del perímetro de Barcelona a causa de las invasiones que se efectuaban especialmente por los cauces de los ríos Llobregat y Besós, los cuales servían también como fronteras que limitaban dicha ciudad.

## Historia
En 1115 se establece en convenio entre los condes de Barcelona: Ramón Berenguer III y Dulce de Provenza con los hermanos Ramón Pere, Artal Pere y Bernat Pere respecto al castro quod vocant Papio. En virtud de este convenio los condes de Barcelona ceden la propiedad a estos hermanos para su defensa que tomaron el apellido Despapiol.
En enero de 1395 el rey Juan I vendió, por 6.000 libras una carta de gracia, a Berenguer de Cortilles, los dominios del castillo, así como la jurisdicción civil y criminal y el mero y mixto imperio.En 1448 un terremoto derribó parcialmente la fortaleza que se pudo reconstruir. La baronía del Papiol pasó a manos de la familia Guimerà, señores de Lloraç y de Ciudadela pero en el año 1505, por medio de un enlace matrimonial, la familia Marimón, señores del castillo de Sant Marçal y marqueses de Cerdanyola, poseen  la Baronía. En 1587 Felipe II, reconoce a Guispert de Guimerà , como barón del Papiol y la jurisdicción sobre el término de Santa Eulalia de El Papiol.
En el año 1772  Gerardo Cebrià Font compró el castillo  y jurisdicción que lo heredó  Valentí Llozer Codina, ministro honorario de la Real Audiencia de Barcelona por Isabel II de Castilla, conservando su sucesión mediante la línea directa, pasando más tarde a Rafael Llázer Cebrià. En 1832 el barón Joaquín Cebrià y Vilella, aceptó el transmisión de unas tierras para la construcción de un ferrocarril proyectado hacia Martorell. El político y escritor republicano Valentín Almirall Poch, impulsor del catalanismo político, a quien correspondía ser barón del Papiol, nunca usó dicha dignidad nobiliaria.

## En la actualidad
La baronía la heredó Mª Teresa Almirall. El título ha sido sucedido a sus hijas y propietarias Adela Mora y Mª Teresa Mora, esta última casada con Manuel Bofarull, que inició una restauración con el asesoramiento de  Luis Monreal y Martí de Riquer. En la actualidad los descendientes de la baronía se entroncan con antiguas dinastías del municipio como los Bofarull, Presas o Ros-Colomé. Todos los veranos se organiza un festival de música además de otras actividades culturales.